# Kay O'Neill
Kay O'Neill (também conhecida como Katie O'Neill e K. O'Neill) é uma ilustradora e escritora da Nova Zelândia.

## Biografia
O'Neill é uma artista autodidata que produziu vários quadrinhos e romances gráficos. O'Neill inicialmente ganhou uma base de fãs publicando quadrinhos no Tumblr, como Princess Princess, o qual foi publicado mais tarde como um livro pela Oni Press sob o título Princess Princess Ever After.
Seus romances gráficos pertencem ao gênero de fantasia e slice of life e são destinados a pessoas de todas as idades. O'Neill recebeu vários prêmios por suas obras, com The Tea Dragon Society, em particular, ganhando dois Prêmios Eisner, um Prêmio Harvey e um Dwayne McDuffie Award for Kids' Comics. Foi também lançado um jogo de cartas baseado no quadrinho, assim como bichos de pelúcia, com um segundo livro expandindo a história original publicado em 2019. Quando não está trabalhando em um livro, O'Neill é trabalha como ilustradora freelancer em tempo integral.
As obras de O'Neil geralmente incluem personagens LGBT e mensagens positivas; O'Neill considera inclusão algo importante e que a mídia "deve refletir a diversidade do mundo ao nosso redor." Por causa disto, O'Neill adiciona diferentes identidades em suas histórias. The Tea Dragon Society fez parte da "Lista de livros arco-íris" da American Library Association em 2018. Princess Princess Ever After também esteve presente na lista de 2017 e foi nomeado o "Livro/Romance gráfico favorito" do site Autostraddle em 2014. Escrevendo para o Autostraddle, Mey disse que Princess Princess Ever After "possui personagens de diferentes etnias e tipos de corpo. Conta com duas princesas que são suas próprias heroínas e não precisam mudar quem são para salvar a si mesmas e ao dia. Tem um casal LGBT muito fofo. E tudo isso presente em um quadrinho para todas as idades." O'Neill disse que "com a consciência de uma nova geração, gostaria de criar livros que inspirem bondade, auto-aceitação e responsabilidade social."
Em uma postagem no Twitter de 18 de dezembro de 2020, O'Neill disse que prefere ser chamada de Kay e utiliza o pronome they singular. 

### Prêmios
| Ano  | Obra                         | Categoria                                                       | Resultado | Notas                                         |
| ---- | ---------------------------- | --------------------------------------------------------------- | --------- | --------------------------------------------- |
| 2019 | Aquicorn Cove                | Prêmio Eisner por "Melhor Publicação para Crianças (anos 9–12)" | Indicado  | [ 15 ] [ 16 ]                                 |
| 2018 | The Tea Dragon Society       | Prêmio Eisner por "Melhor Publicação para Crianças (anos 9–12)" | Venceu    | [ 17 ]                                        |
| 2018 | The Tea Dragon Society       | Prêmio Eisner por "Melhor Webcomic"                             | Venceu    | [ 17 ]                                        |
| 2018 | The Tea Dragon Society       | Dwayne McDuffie Award for Kids' Comics                          | Venceu    | [ 18 ] [ 19 ]                                 |
| 2018 | The Tea Dragon Society       | Prêmio Harvey por "Melhor Livro Infanto-juvenil"                | Venceu    | Co-vencedor com The Prince and the Dressmaker |
| 2014 | Princess Princess Ever After | Prêmio Cybils                                                   | Indicado  | [ 21 ]                                        |

### Obras
- Counting Stars (2012), webcomic[3][22]
- Song of the Wheel (2012), webcomic[23]
- The Girl from Hell City (2013), webcomic[23]
- The Girl With Eyes Like a Cat (2013), webcomic[24][25]
- Don't Let Go (2013), webcomic[24][26][27]
- Below the Waves (2014), webcomic[24][25]
- Mushrooms (2014), webcomic[24][28]
- Princess Princess Ever After (2016), Oni Press[29] (versão original publicada como webcomic em 2014 intitulada Princess Princess)[4][5]
- The Tea Dragon Society (2017), Oni Press[30]
- Aquicorn Cove (2018), Oni Press[31]
- The Tea Dragon Festival (2019), Oni Press[8]
- Dewdrop (2020), Oni Press[32][33]
- How to Date Your Dragon (2020), webcomic[34]
- The Tea Dragon Tapestry (2021)